# Schmiede (Althegnenberg)

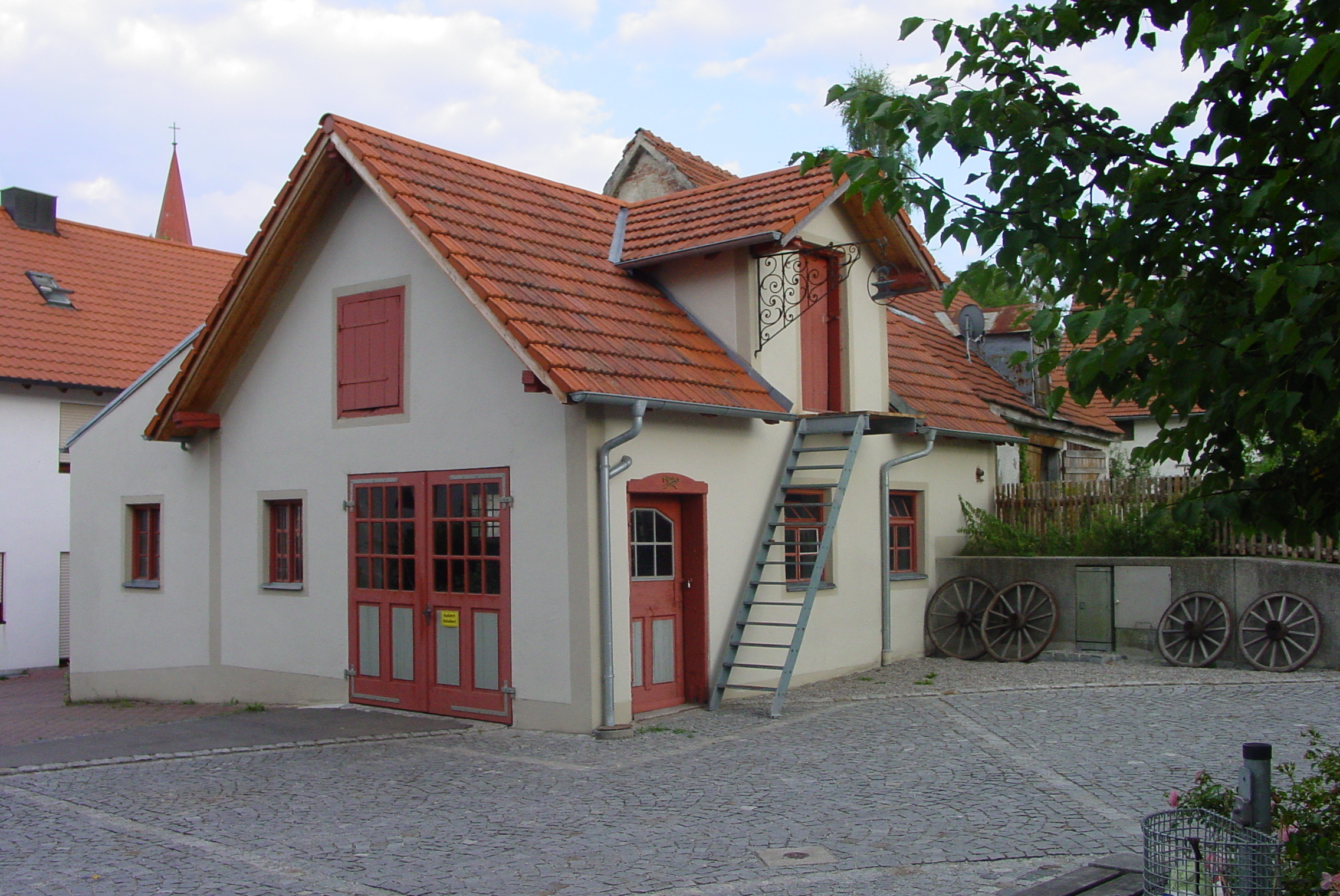
Schmiede in Althegnenberg

Die Schmiede in Althegnenberg, einer oberbayerischen Gemeinde im Landkreis Fürstenfeldbruck, wurde um 1910 errichtet. Die Schmiede in der Schmiedgasse ist ein geschütztes Baudenkmal.
Der erdgeschossige Bau mit Zwerchhaus besitzt noch seine Schmiedeausstattung des 20. Jahrhunderts.